# Wrestle Kingdom 19
Wrestle Kingdom 19 foi um evento de luta livre profissional promovido pela New Japan Pro-Wrestling (NJPW). O evento aconteceu em 4 de janeiro de 2025, no Tokyo Dome, em Tóquio, Japão. Foi o 34º evento January 4 Tokyo Dome Show e o 19º promovido sob o nome Wrestle Kingdom.
Dez lutas foram disputadas no evento, incluindo uma no pré-show. No evento principal, Zack Sabre Jr. derrotou Shota Umino para reter o IWGP World Heavyweight Championship. Em outras lutas de destaque, Tetsuya Naito derrotou Hiromu Takahashi, Yota Tsuji derrotou David Finlay para conquistar o IWGP Global Heavyweight Championship, Hiroshi Tanahashi derrotou Evil em uma luta Lumberjack onde a carreira na luta livre profissional de Tanahashi estava em jogo, e na luta de abertura, Ichiban Sweet Boys (Robbie Eagles e Kosei Fujita) derrotaram Intergalactic Jet Setters (Kevin Knight e Kushida), Catch 2/2 (TJP e Francesco Akira) e Bullet Club War Dogs (Clark Connors e Drilla Moloney) em uma Luta four-way Tokyo Terror de escadas para conquistar o IWGP Junior Heavyweight Tag Team Championship.

## Produção

### Introdução
O January 4 Tokyo Dome Show é o maior evento anual da NJPW e foi chamado de "o maior show de wrestling profissional do mundo fora dos Estados Unidos" e o "equivalente japonês ao Super Bowl". O show é promovido sob o nome Wrestle Kingdom desde 2007.
Wrestle Kingdom 19 foi anunciado em 3 de julho de 2024.

### Histórias
O Wrestle Kingdom 19 apresentou lutas de wrestling profissional que envolveram diferentes lutadores de rivalidades e enredos preexistentes. Os lutadores retrataram vilões, heróis ou personagens menos distinguíveis em eventos roteirizados que criaram tensão e culminaram em uma luta ou uma série de lutas.

### Evento
O evento começou com o pré-show New Japan Ranbo, vencido por Hirooki Goto, que eliminou por último Great-O-Khan para se tornar o desafiante número um pelo IWGP World Heavyweight Championship. Em seguida, Robbie Eagles e Kosei Fujita derrotaram os campeões, Kevin Knight e Kushida, para conquistar o IWGP Junior Heavyweight Tag Team Championship em uma Luta four-way Tokyo Terror de escadas, que também contou com as equipes de TJP e Francesco Akira, além de Clark Connors e Drilla Moloney. No terceiro confronto, Mayu Iwatani derrotou AZM para realizar a nona defesa consecutiva do IWGP Women's Championship. No quarto confronto, El Phantasmo derrotou o campeão Ren Narita para conquistar o NJPW World Television Championship em uma luta four-way, que também contou com Jeff Cobb e Ryohei Oiwa, encerrando o reinado de Narita com 82 dias e nenhuma defesa. Em seguida, Hiroshi Tanahashi derrotou Evil em uma luta em que sua carreira no ringue estava em jogo. Após isso, Konosuke Takeshita derrotou Shingo Takagi em uma luta onde o vencedor ficaria com tudo, defendendo com sucesso seu Campeonato Internacional da AEW e conquistando o NEVER Openweight Championship de Takagi. O sétimo confronto viu El Desperado derrotando Douki por interrupção do árbitro para conquistar o IWGP Junior Heavyweight Championship, após Douki realizar um salto e sofrer uma lesão legítima no ombro, o que o impossibilitou de continuar a luta. Em seguida, Yota Tsuji derrotou David Finlay para conquistar o IWGP Global Heavyweight Championship, encerrando o reinado de Finlay com 245 dias e quatro defesas. No evento semi principal, Tetsuya Naito derrotou Hiromu Takahashi em uma luta individual.
No evento principal, Zack Sabre Jr. derrotou Shota Umino para garantir a terceira defesa consecutiva do IWGP World Heavyweight Championship.

## Resultados
| Nº                                          | Resultados | Estipulações                                                                                        | Tempo |
| ------------------------------------------- | --- | --------------------------------------------------------------------------------------------------- | ----- |
| Pré- show                                   | Hirooki Goto venceu ao eliminar por último Great-O-Khan | New Japan Ranbo para determinar o desafiante número um pelo IWGP World Heavyweight Championship     | 34:35 |
| 2                                           | Ichiban Sweet Boys (Robbie Eagles e Kosei Fujita) derrotaram Intergalactic Jet Setters (Kevin Knight e Kushida) (c), Catch 2/2 (TJP e Francesco Akira) e Bullet Club War Dogs (Clark Connors e Drilla Moloney) | Luta four-way Tokyo Terror de escadas pelo IWGP Junior Heavyweight Tag Team Championship            | 13:05 |
| 3                                           | Mayu Iwatani (c) derrotou AZM | Luta individual pelo IWGP Women's Championship                                                      | 8:46  |
| 4                                           | El Phantasmo derrotou Ren Narita (c), Jeff Cobb e Ryohei Oiwa | Luta four-way pelo NJPW World Television Championship                                               | 10:04 |
| 5                                           | Hiroshi Tanahashi derrotou Evil | Lumberjack Deathmatch Se Tanahashi perdesse, ele deveria se retirar das competições no ringue.      | 15:07 |
| 6                                           | Konosuke Takeshita (AEW) (com Don Callis) derrotou Shingo Takagi (NJPW) | Luta Winner Takes All pelo NJPW NEVER Openweight Championship e pelo AEW International Championship | 12:42 |
| 7                                           | El Desperado derrotou Douki (c) por decisão do árbitro | Luta individual pelo IWGP Junior Heavyweight Championship                                           | 5:23  |
| 8                                           | Yota Tsuji derrotou David Finlay (c) | Luta individual pelo IWGP Global Heavyweight Championship                                           | 19:39 |
| 9                                           | Tetsuya Naito derrotou Hiromu Takahashi | Luta individual                                                                                     | 17:08 |
| 10                                          | Zack Sabre Jr. (c) derrotou Shota Umino | Luta individual pelo IWGP World Heavyweight Championship                                            | 43:44 |
| (c) – Refere-se aos campeões antes da luta. | | |       |